# لوك مور
لوكي مور (بالإنجليزية: Luke Moore)‏، من مواليد 13 فبراير 1986 في برمنغهام في إنجلترا، لاعب كرة قدم إنجليزي.
بدأ مسيرته الكروية مع نادي أستون فيلا في عام 2003، وهو يلعب معهم حتى الآن، وقد أعير في موسم 2003/2004 إلى نادي ويكومب واندرز، ولعب معهم 6 مباريات وسجل 4 أهداف.

## روابط خارجية
- لوك مور على موقع اتحاد تركيا (لاعب) (الإنجليزية)
- لوك مور على موقع الدوري الأمريكي (الإنجليزية)
- لوك مور على موقع قاعدة بيانات كرة القدم.إي يو (الإنجليزية)
- لوك مور على موقع Soccerbase.com (لاعب) (الإنجليزية)
- لوك مور على موقع Soccerway.com (الإنجليزية)
- لوك مور على موقع عالم كرة القدم.نت (الإنجليزية)
- لوك مور على موقع كووورة
- لوك مور على موقع AS.com (الإسبانية)